# Ameera al-Taweel
Ameera bint Aidan bin Nayef Al-Taweel Al-Otaibi (arabisch أميرة بنت عيدان بن نايف الطويل العصيمي العتيبي, DMG Amīra bt. ʿAidān b. Nāyif aṭ-Ṭawīl al-ʿUṣaimī al-ʿUtaibī; geb. 6. November 1983) ist eine Philanthropin und ehemalige Prinzessin von Saudi-Arabien. Sie entstammt einem nicht-königlichen Zweig der Saudi-Dynastie und war mit Prinz al-Walid ibn Talal (Alwaleed Bin Talal) verheiratet. Sie übernahm die Rolle der Stellvertretenden Vorsitzenden der Alwaleed Bin Talal Foundation. Al-Taweel ist Mitglied des Vorstands von Silatech. Sie hat auch für Frauenrechte in Saudi-Arabien gekämpft.

## Leben
Al-Taweel wurde am 6. November 1983 in Riad, Saudi-Arabien, geboren. Ihr Vater ist Aidan bin Nayef Al-Taweel Al-Otaibi. Sie wurde von ihrer Mutter und ihren Großeltern aufgezogen, nachdem ihre Eltern geschieden waren. Im Alter von 18 Jahren traf sie Prinz Alwaleed Bin Talal, als sie ein Interview für eine Schülerzeitung machte.  Alwaleed Bin Talal ist 28 Jahre älter als sie. 2008 heirateten sie und wurden im November 2013 wieder geschieden. Seit ihrer Scheidung darf sie den Titel Prinzessin nicht mehr tragen und ist auch aus dem Königshaus ausgeschlossen. Al-Taweel hat einen Abschluss der University of New Haven in Business Administration. Sie hat ihren Abschluss mit magna cum laude bestanden.
Al-Taweel heiratete den Milliardär Khalifa bin Butti Al Muhairi aus den Emiraten im September 2018 in Paris. Das Paar hat den Sohn, Zayed, (geb. 2019).

### Humanitäres Engagement
Al-Waleed bin Talal al Saud ernannte seine damalige Frau zur Stellvertretenden Vorsitzenden und Leiterin des Exekutivkomitees der Alwaleed bin Talal Foundation in Saudi-Arabien, sowie der Alwaleed bin Talal Foundation - Global, und zur Vorsitzenden von Time Entertainment, wo sie sich in zahlreichen humanitären Projekten in Saudi-Arabien und in aller Welt engagierte. Die Stiftung ist eine internationale, non-profit-Organisation mit der Aufgabe Programme und Projekte zur Armutsbekämpfung, Katastrophenhilfe, Interreligiösem Dialog und Ermächtigung von Frauen zu fördern. Als ehemalige Vorsitzende der Kingdom Holding Company, reiste Ameera al-Taweel viel im Dienste der Alwaleed bin Talal Foundations. Sie hat mehr als 70 Länder besucht.
Al-Taweel hat unter anderem die Alwaleed Bin Talal Village Orphanage in Burkina Faso ins Leben gerufen und bereiste Pakistan um Hilfen für Flutopfer, sowie Unterstützung für Bildungsprogramme zu verteilen. Zusammen mit Prinz Philip eröffnete sie formell das Prince Alwaleed Bin Talal Centre of Islamic Studies an der University of Cambridge, wo sie von Prinz Philip auch mit einer 800th Anniversary Medal für herausragende philanthropische Tätigkeit gewürdigt wurde. Selbst in Somalia trat sie als Gesicht eines Hilfsprojektes auf, wo sie und ihr Exmann, Prinz Alwaleed bin Talal, die Verteilung von Hilfsgütern beaufsichtigten.
Al-Taweel hat sich in den Vereinigten Staaten in NBC’s Today, CNN International und NPR, sowie im Time-Magazine und im Foreign-Policy-Magazin öffentlich für eine Stärkung der Frauenrechte in Saudi-Arabien ausgesprochen, zuvorderst für das Recht von Frauen, Auto zu fahren und im weiteren Kontext für eine Ermächtigung der Frauen sich voll an der Gesellschaft in Saudi-Arabien zu beteiligen. Sie wurde in Newsweek, The Daily Beast und The Huffington Post vorgestellt und von Piers Morgan interviewt. Sie hielt auch eine Ansprache in einer speziellen Veranstaltung bei der Clinton Global Initiative 2011 mit dem Titel „Voices for Change in the Middle East & North Africa“ (Stimmen für Veränderung im Mittleren Osten und Nordafrika), wo sie ihre Ansichten zu den damaligen Menschenrechtsbewegungen in der Region mit dem Präsidenten Bill Clinton diskutierte.
Sie beschreibt ihren Ansatz selbst als „evolution, not revolution“. In ihrer Ansprache sagte sie:

„Menschen müssen ihre Stimme auf die Straßen bringen, wenn sie in der Regierung nicht gehört werden. Wenn wir Stabilität in der Region haben wollen, müssen wir Institutionen der bürgerlichen Gesellschaft aufbauen, damit Menschen ihre Forderungen durch diese Institutionen zum Ausdruck bringen können. Wenn wir Wohlstand in der Region haben wollen, dann müssen wir in junge Menschen investieren, indem wir sie zum Unternehmertum ermutigen.“

In einem Interview mit Charlie Rose bei Bloomberg sprach Ameera über ihre Arbeit zur Durchsetzung gleicher Rechte für Frauen in Saudi-Arabien durch die Alwaleed Foundations. Ihr ehemaliger Mann, Prinz Al Waleed, wurde daraufhin von seinem Bruder Prinz Khalid aufgefordert Ameeras Medienpräsenz zu kontrollieren, sonst würden beim nächsten Mal Strafen folgen. Daraufhin ließ sich das Paar scheiden.
Ameera ist Mitglied des Vorstands von Silatech, einer internationalen Organisation für Beschäftigung von Jugendlichen, die ihren Schwerpunkt auf Ermächtigung von Jugendlichen in der arabischen Welt legt. Durch Schaffung von Arbeitsplätzen und größeren wirtschaftlichen Möglichkeiten soll der Jugendarbeitslosigkeit in der Region zu begegnet werden. Sie ist Ehrenmitglied der Disabled Children’s Association () und Ehren-Vorstandsmitglied der Saudi Volunteering Society (). Sie ist auch Gründerin und CEO von Times Entertainment und Mitbegründerin (mit Nayef Al-Rajhi) von Tasamy einer non-profit-Organisation, die soziales Unternehmertum fördert.
2011 wurde Al-Taweel im Rahmen der Arabian Business Achievement Awards mit dem ITP Special „Humanitarian Award“ aufgrund ihrer Arbeit in der Alwaleed Bin Talal Foundation geehrt. Sie war die meistbeachtete Newcomerin in der Liste der CEO Middle East 100 Most Powerful Arab Women 2012 mit dem Ranking auf dem vierten Platz. Sie erhielt auch den Preis Woman Personality of the Year des Middle East Excellence Award Institute ().